# Briareum

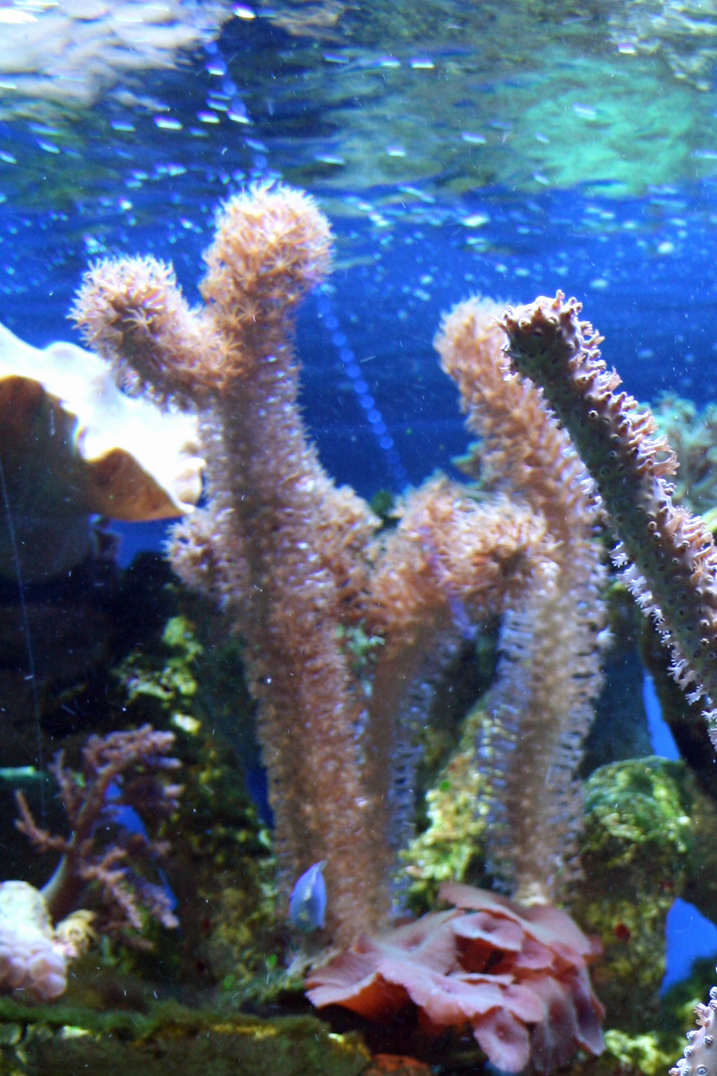
Briareum asbestinum in Sea aquarium Prague

Briareum ist eine Gattung der Achtstrahligen Korallen (Octocorallia). Sie gehört in die monogenerische Familie Briareidae.

## Merkmale
Briareum hat, wie alle ihre Verwandten aus der Unterklasse Octocorallia, Polypen mit acht gefiederten Tentakeln. Auch der Gastralraum wird durch acht Längswände (Mesenterien) in acht Kammern geteilt. Die Kolonien der einzigen atlantische Art Briareum asbestinum wachsen krustig oder fingerförmig, die der indopazifischen Arten krustig, fingerförmig oder bildet ungeordnete Ansammlungen zylindrischer Zweige, die hohl sein können. Eine Skelettachse fehlt. Das Coenenchym ist in eine äußere Kortikalis und eine innere (basales) Medulla unterteilt. Die Medulla ist von gastrovaskulären Kanälen durchdrungen, es fehlt jedoch eine deutliche Zone von Kanälen, die sie von der Kortikalis trennen. Die monomorphen Polypen sind von brauner Farbe und können vollständig in die magentafarbene Rinde der Koralle (Coenenchym) zurückgezogen werden. Ihnen fehlen die Sklerite. Ihre gastrovaskuläre Hohlräume reichen nicht bis in die Medulla. Die Mehrzahl ihrer Sklerite sind spindelförmig, teilweise sind diese verzweigt. Auf den Skleriten sind niedrige oder hohe, stachlige Tuberkel in relativ deutlichen Gürteln vorhanden. Die basalste Schicht enthält im Allgemeinen mehrfach verzweigte, netzartige und verwachsene Formen mit sehr hohen, komplexen Tuberkeln. Die Sklerite der Medulla (Mark) sind magentafarben, die des Cortex (Rinde) sind magentafarben oder farblos. Nur bei Briareum violaceum sind die Sklerite beider Lagen des Coenenchym magentafarben.

## Lebensraum und Lebensweise
Briareum sind Zooxanthelle Arten, ihr Lebensraum, ist damit auf flache sonnendurchflutete Gewässerzonen (Euphotische Zone) beschränkt. Briareum ist schnellwüchsig und kann durch ungeschlechtliche Vermehrung große Flächen überziehen. Daneben vermehren sie sich durch Abgabe von Spermien und Eizellen in das freie Wasser auch geschlechtlich. Die Eizellen haben ca. einen Millimeter Durchmesser und sind rot.

## Arten
Nach Samimi-Namin und van Ofwegen umfasst die Gattung vier Arten aus dem Indopazifik und eine Art aus dem Atlantik:
- Briareum asbestinum (Pallas, 1766) – Atlantik
- Briareum cylindrum Samimi-Namin & van Ofwegen, 2016 – zentrale und östliche Indopazifik Region
- Briareum hamrum (Gohar, 1948) – westlicher Indischer Ozean
- Briareum stechei (Kükenthal, 1908) – zentrale und östliche Indopazifik Region
- Briareum violaceum (Quoy & Gaimard, 1833) – zentrale und östliche Indopazifik Region

Das World Register of Marine Species nennt daneben noch eine weitere Art:
- Briareum palmachristi Duchassaing & Michelotti, 1860